# Empire Burlesque
Empire Burlesque – 23. album studyjny nagrany przez Boba Dylana pomiędzy lipcem 1984 r. a marcem 1985 i wydany w tym samym roku w czerwcu.

## Historia i charakter albumu
Miesięczne europejskie tournée skończyło się 8 lipca 1984 r. i jeszcze tego samego miesiąca Dylan odbył pierwszą sesję nagraniową do planowanego albumu.
Pierwsza sesja do Empire Burlesque wydanego 8 sierpnia 1985 r. przyniosła także utwór z jego następnego albumu, Knocked out Loaded. Artysta powrócił tu do zarzuconej jeszcze w latach 60. metody nagrywania. Polegała ona na tym, że rozpoczynał nagrania nie mając żadnego, szkicowego nawet programu.
Z tym podejściem Dylan zetknął się podczas drugiej sesji ze muzykami z Memphis, czyli grupą Ala Greena. Ron Wood, obecny na dwu pierwszych sesjach: Wszyscy ci faceci z Memphis nie mogli zrozumieć progresji akordów Boba. Za każdym razem, gdy rozpoczynał nową piosenkę, zaczynał ją w innej tonacji lub też, gdy przerabialiśmy tę samą piosenkę w kółko, za każdym razem była w innej tonacji. Cóż, ja mogę nadążyć z tym za Bobem, ale zespół był całkowicie zagubiony i [muzycy] jeden po drugim opuszczali studio.
Dylan czasami wracał do niewykorzystanych utworów z dawnych sesji i takim utworem jest tu „Clean Cut Kid” z sesji do Infidels. Nowością jest także nagrywanie samych podkładów muzycznych, do których podkładał potem (nieraz dopiero przy następnych albumach) słowa. Chociaż zdarzało mu się już nagrywać utwory instrumentalne, do tej pory nigdy nie traktował ich jako gotowych podkładów.
W marcu 1985 r. nastąpiła postprodukcja albumu. Dylan powiedział Kiedy nadszedł czas, żeby poskładać tę płytę, zaniosłem to wszystko [Bakerowi] i on nadał jej brzmienie jak płycie.

## Muzycy
- Bob Dylan[a] – gitara, harmonijka, śpiew, pianino (sesje 1-14)[b]
- Ron Wood – gitara (sesja 1, 2)
- Anton Fig – perkusja (sesja 1)
- John Paris – gitara basowa (sesja 1)
- The All Green Band[c] – (sesja 2)
- nieznani muzycy – (sesja 3)
- Madelyn Quebec – śpiew towarzyszący (sesje 4-5, 7, 11-14)
- Don Heffington – perkusja (sesje 4, 5)
- Ira Ingber – gitara (sesje 4, 12)
- Carl Sealove – gitara basowa (sesja 4)
- Vince Melamed – syntezator (sesja 4)
- Benmont Tench – instrumenty klawiszowe (sesje 5, 9, 11, 13)
- Mike Campbell – gitara (sesje 5, 11, 13)
- Howie Epstein – gitara basowa (sesje 5, 11, 13)
- Bob Glaub – gitara basowa (sesja 5)
- Jim Keltner – perkusja (sesja 5)
- Robbie Shakespeare – gitara basowa (sesje 6,7, 9)
- Sly Dunbar – perkusja (sesje 6, 7)
- Little Steven – gitara (sesja 6)
- Roy Bittan – instrumenty klawiszowe (sesja 6)
- Richard Scher – syntezator (sesje 7, 9)
- Al Kooper – gitara (sesje 7, 12)
- Stuart Kimball – gitara (sesja 7)
- Mick Taylor – gitara (sesja 7)
- Ted Perlman – gitara (sesja 7)
- Carolyn Dennis – śpiew towarzyszący (sesje 9, 11-14)
- Queen Esther Marrow – śpiew towarzyszący (sesje 9, 11-14)
- Urban Bright Horns – instrumenty dęte (sesja 9)
- Chops[d] – instrumenty dęte (sesja 9?)
- Bashiri Johnson – instrumenty perkusyjne (sesja 9)
- Peggi Blue – śpiew towarzyszący (sesja 9)
- Debra Byrd – śpiew towarzyszący (sesja 9)
- David Watson – saksofon (sesja 9)
- Alan Clark – syntezator (sesja 9?)
- Syd McGuiness – gitara (sesja 9?)

## Spis utworów
| 1.  | Tight Connection to My Heart (Has Anybody Seen My Love?) | 5:19  |
|     |                                                          |       |
| 2.  | Seeing the Real You at Last                              | 4:18  |
|     |                                                          |       |
| 3.  | I’ll Remember You                                        | 4:12  |
|     |                                                          |       |
| 4.  | Clean Cut Kid                                            | 4:14  |
|     |                                                          |       |
| 5.  | Never Gonna Be the Same Again                            | 3:06  |
|     |                                                          |       |
| 6.  | Trust Yourself                                           | 3:26  |
|     |                                                          |       |
| 7.  | Emotionally Yours                                        | 4:36  |
|     |                                                          |       |
| 8.  | When the Night Comes Falling from the Sky                | 7:18  |
|     |                                                          |       |
| 9.  | Something’s Burning, Baby                                | 4:51  |
|     |                                                          |       |
| 10. | Dark Eyes                                                | 5:04  |
|     |                                                          |       |
|     |                                                          | 46:24 |
|     |                                                          |       |

## Sesje nagraniowe
Uwaga: sesje do albumu Empire Burlesque były bardzo rozciągnięte w czasie oraz przerywane innymi sesjami nagraniowymi, takimi jak np. sesja nagraniowa „We Are the World”, która odbyła się w dniach 28 i 29 lutego 1985 r. w studiu A & M Studios, Hollywood, Los Angeles, Kalifornia. Dlatego też zestaw poniższy nie jest kompletny.
1 sesja nagraniowa. Studio - Delta Sound, Nowy Jork, 26 lipca 1984 r.
1.Driftin' Too Far from Shore; 2.Firebird; 3.Who Loves You More; 4.Wolf; 5.Clean Cut Kid; 6.Clean Cut Kid
Muzycy
- Bob Dylan - śpiew, fortepian, syntezator, gitara
- Ron Wood (– gitara
- John Paris – gitara basowa
- Anton Fig – perkusja
- Carolyn Dennis - śpiew
- Queen Ester Marrow, Peggi Blue i Carolyn Dennis – wokal towarzyszący (zostały dodane podczas overdubbingowej sesji 3 madca 1985 r.)
- Richard Seher - syntezator(został dodany na overdubbingowej sesji w Shake Down Studio w Nowym Jorku w marcu 1985 r.)
- Bashiri Johnson - instrumenty perkusyjne (został dodany na overdubbingowej sesji w Shake Down Studio w Nowym Jorku w marcu 1985 r.)
- Darryl Dixin - instrumenty dęte (został dodany na overdubbingowej sesji w Shake Down Studio w Nowym Jorku w marcu 1985 r.)
- Robin Eubanks - instrumenty dęte (został dodany na overdubbingowej sesji w Shake Down Studio w Nowym Jorku w marcu 1985 r.)
- David Watson - instrumenty dęte (został dodany na overdubbingowej sesji w Shake Down Studio w Nowym Jorku w marcu 1985 r.)
- Marvin Daniels - instrumenty dęte (został dodany na overdubbingowej sesji w Shake Down Studio w Nowym Jorku w marcu 1985 r.)

2 sesja nagraniowa. Cherokee Studio, Hollywood, Los Angeles, 6 grudnia 1984 r.
1.New Danville Girl; 2.New Danville Girl; 3.Queen of Rock ’n’ Roll; 4.Look Yonder
Muzycy
- Utwór 1
- Bob Dylan - śpiew, gitara
- Ira Ingber – gitara
- Vince Melamed - instrumenty klawiszowe
- Carl Sealove – gitara basowa
- Don Heffington – perkusja
- Utwory 2-4
- Bob Dylan - śpiew, gitara
- Mike Campbell – gitara
- Benmont Tench - instrumenty klawiszowe
- Howie Epstein – gitara basowa

3 sesja nagraniowa. Cherokee Studio, Hollywood, Los Angeles, Kalifornia, 7 grudnia 1984 r.
1.Look Yonder
Muzycy
- Bob Dylan - śpiew, gitara
- Ira Ingber – gitara
- Vince Melamed - instrumenty klawiszowe
- Carl Sealove – gitara basowa
- Don Heffington – perkusja

4 sesja nagraniowa. Cherokee Studio, Hollywood, Los Angeles, Kalifornia, 9 grudnia 1984 r.
1.Gravity Song
Muzycy
- Bob Dylan - śpiew, gitara
- Ira Ingber – gitara
- Vince Melamed - instrumenty klawiszowe
- Carl Sealove – gitara basowa
- Don Heffington – perkusja

5 sesja nagraniowa. Cherokee Studio, Hollywood, Los Angeles, Kalifornia, 10 i 11 grudnia 1984 r.
1.New Danville Girl
Muzycy
- Bob Dylan - śpiew, gitara
- Ira Ingber – gitara

6 sesja nagraniowa. Cherokee Studio, Hollywood, Los Angeles, Kalifornia, 14 grudnia 1984 r.
1.Something’s Burning, Baby; 2.The Girl I Left Behind (trad.)
Muzycy
- Bob Dylan - śpiew, gitara
- Mike Campbell – gitara
- Benmont Tench - instrumenty klawiszowe
- John R. Paruolo - instrumenty klawiszowe
- Howie Epstein – gitara basowa
- Don Heffington – perkusja

Sesje nagraniowe. Były także sesje nagraniowe w dniach 13, 16 i 17 grudnia 1984. Żadne szczegóły z tych sesji nie są znane
7 sesja nagraniowa (być może któryś z utworów został nagrany 30 grudnia 1984 r.). Cherokee Studio, Hollywood, Los Angeles, Kalifornia, 22 grudnia 1984 r.
1.I’ll Remember You; 2.Prince of Plunder; 3.Seeing the Real You at Last
Muzycy
- Bob Dylan - śpiew, gitara
- Mike Campbell – gitara
- Benmont Tench - instrumenty klawiszowe
- John R. Paruolo - instrumenty klawiszowe
- Howie Epstein – gitara basowa
- Don Heffington – perkusja

8 sesja nagraniowa. The Power Station, Nowy Jork, 15 stycznia 1985 r. Producent Bob Dylan
1.Tight Connection to My Heart (Has Anybody Seen My Love); 2.Clean Cut Kid; 
Muzycy
- Peggi Blue, Queen Esther Marrow, Carolyn Dennis - chórki
- Richard Seher - syntetyzer (został dodany na sesji overdubbingowej w Shake Down Studio, w Nowym Jorku w marcu 1985 r.)
- Bashiri Johnson - instrumenty perkusyjne (został dodany na sesji overdubbingowej w Shake Down Studio, w Nowym Jorku w marcu 1985 r.)

9 sesja nagraniowa. Cherokee Studio, Hollywood, Los Angeles, Kalifornia, 28 stycznia 1985 r.
1.Seeing the Real You at Last; ; 
Muzycy
- Bob Dylan - śpiew, gitara
- Mike Campbell – gitara
- Benmont Tench - instrumenty klawiszowe
- John R. Paruolo - instrumenty klawiszowe
- Howie Epstein – gitara basowa
- Don Heffington – perkusja
- Richard Seher - syntezator (został dodany na sesji overdubbingowej w Shake Down Studio, w Nowym Jorku w marcu 1985 r.)
- Bashiri Johnson - instrumenty perkusyjne (został dodany na sesji overdubbingowej w Shake Down Studio, w Nowym Jorku w marcu 1985 r.)

10 sesja nagraniowa. Cherokee Studio, Hollywood, Los Angeles, Kalifornia, 5 lutego 1985 r.
1.Trust Yourself; 2.Queen of Rock ’n’ Roll; 3.I’ll Remember You;
Muzycy
- Bob Dylan - śpiew, gitara
- Mike Campbell – gitara
- Howie Epstein – gitara basowa
- Don Heffington – perkusja
- Richard Seher - syntezator (został dodany na sesji overdubbingowej w Shake Down Studio, w Nowym Jorku w marcu 1985 r.)
- Bashiri Johnson - instrumenty perkusyjne (został dodany na sesji overdubbingowej w Shake Down Studio, w Nowym Jorku w marcu 1985 r.)
- Darryl Dixin - instrumenty dęte (został dodany na overdubbingowej sesji w Shake Down Studio w Nowym Jorku w marcu 1985 r.)
- Robin Eubanks - instrumenty dęte (został dodany na overdubbingowej sesji w Shake Down Studio w Nowym Jorku w marcu 1985 r.)
- David Watson - instrumenty dęte (został dodany na overdubbingowej sesji w Shake Down Studio w Nowym Jorku w marcu 1985 r.)
- Marvin Daniels - instrumenty dęte (został dodany na overdubbingowej sesji w Shake Down Studio w Nowym Jorku w marcu 1985 r.)

11 sesja nagraniowa. Cherokee Studio, Hollywood, Los Angeles, Kalifornia, 14 lutego 1985 r.
1.Straight A's in Love; 2.Straight A's in Love; 3.I See Fire in Your Eyes; 4.Waiting to Get Beat; 5.Emotionally Yours; 6.The Very Thought of You
Muzycy
- Bob Dylan - śpiew, gitara
- Mike Campbell – gitara
- Vince Melamed - instrumenty klawiszowe
- Howie Epstein – gitara basowa
- Don Heffington – perkusja
- Richard Seher - syntezator (został dodany na sesji overdubbingowej w Shake Down Studio, w Nowym Jorku w marcu 1985 r.)
- Bashiri Johnson - instrumenty perkusyjne (został dodany na sesji overdubbingowej w Shake Down Studio, w Nowym Jorku w marcu 1985 r.)

12 sesja nagraniowa. Studio A, The Power Station, Nowy Jork, stan Nowy Jork, 19 lutego 1985 r.
1.When the Night Comes Falling from the Sky; 2.When the Night Comes Falling from the Sky; 3.When the Night Comes Falling from the Sky; 4.When the Night Comes Falling from the Sky; 5.When the Line Forms; 6.When the Night Comes Falling from the Sky; 7.Never Gonna Be the Same Again
Muzycy
- Bob Dylan – gitara, śpiew
- Roy Bittan - fortepian
- Robbie Shakespeare – gitara basowa
- Sly Dunbar – perkusja
- Queen Ester Marrow, Debra Byrd, Carolyn Dennis - chórki
- Steve van Zandt – gitara (wersje 2-7)

13 sesja nagraniowa. Studio A, The Power Station, Nowy Jork, stan Nowy Jork, 20 lutego 1985 r.
1.Never Gonna Be the Same Again; 2.Never Gonna Be the Same Again; 3.Never Gonna Be the Same Again; 4.Never Gonna Be the Same Again; 5.Never Gonna Be the Same Again; 6.Never Gonna Be the Same Again; 7.Never Gonna Be the Same Again; 8.Never Gonna Be the Same Again; 9.Never Gonna Be the Same Again
Muzycy
- Bob Dylan – gitara, śpiew
- Robbie Shakespeare – gitara basowa
- Sly Dunbar – perkusja
- Queen Ester Marrow, Debra Byrd, Carolyn Dennis - chórki
- Queen Ester Marrow, Peggi Blue, Carolyn Dennis (dodane na overdubbingowej sesji 3 marca 1985 r.)

14 sesja nagraniowa. Studio A, The Power Station, Nowy Jork, stan Nowy Jork, 21 lutego 1985 r.
1.Something’s Burning Baby
Muzycy
- Bob Dylan – gitara, śpiew
- Al Kooper – gitara
- Stuart Kimball – gitara
- Richard Stevenson - syntezator
- Robbie Shakespeare – gitara basowa
- Sly Dunbar – perkusja
- Queen Ester Marrow, Debra Byrd, Carolyn Dennis - chórki

15 sesja nagraniowa. Studio A, The Power Station, Nowy Jork, stan Nowy Jork, 23 lutego 1985 r.
1.When the Night Comes Falling from the Sky; 2.When the Night Comes Falling from the Sky; 3.When the Night Comes Falling from the Sky; 4.When the Night Comes Falling from the Sky
Muzycy
- Bob Dylan – gitara, śpiew
- Al Kooper – gitara
- Stuart Kimball – gitara
- Richard Stevenson - syntezator
- Robbie Shakespeare – gitara basowa
- Sly Dunbar – perkusja
- Queen Ester Marrow, Debra Byrd, Carolyn Dennis - chórki
- Richard Seher - syntezator (został dodany na sesji overdubbingowej w Shake Down Studio, w Nowym Jorku w marcu 1985 r.)
- Bashiri Johnson - instrumenty perkusyjne (został dodany na sesji overdubbingowej w Shake Down Studio, w Nowym Jorku w marcu 1985 r.)

16 sesja nagraniowa. Studio A, The Power Station, Nowy Jork, stan Nowy Jork, 24 lutego 1985 r.
Muzycy
- Bob Dylan – gitara, śpiew
- Mark Knopfler – gitara
- Ted Perlman – gitara
- Alan Clark - syntezator
- Robbie Shakespeare – gitara basowa
- Sly Dunbar – perkusja

Żadne pochodzące z tej sesji utwory nie są znane
17 sesja nagraniowa. Studio B, The Power Station, Nowy Jork, stan Nowy Jork, 3 marca 1985 r.
1.Dark Eyes; 2.Dark Eyes; 3.Dark Eyes; 4.Dark Eyes; 5.Dark Eyes; 6.Dark Eyes
Muzycy
- Bob Dylan - śpiew, harmonijka ustna, gitara

18 sesja nagraniowa. The Power Station, Nowy Jork, stan Nowy Jork, 4 marca 1985 r.
Muzycy
- Bob Dylan – gitara, śpiew
- Mark Knopfler – gitara
- Ted Perlman – gitara
- Alan Clark - syntezator
- Robbie Shakespeare – gitara basowa
- Sly Dunbar – perkusja

Żadne pochodzące z tej sesji utwory nie są znane

## Odrzucone utwory z sesji
1. Go 'Way Little Boy
2. Who Loves You More?
3. Wolf (instrumentalny)
4. Groovin' at Delta (instrumentalny)
5. Clean Cut Kid (druga wersja trafiła na album Empire Burlesque)
6. Driftin' Too Far from Shore (druga wersja posłużyła do dalszych obróbek i ukazała się na singlu i albumie Knocked out Loaded
7. Honey Wait
8. Mountain of Love
9. In the Summertime (co najmniej cztery wersje)
10. Freedom for the Stallion (co najmniej trzy wersje)
11. Instrumentalny (6 wersji)
12. Something’s Burning, Baby (druga wersja trafiła an album Empire Burlesque)
13. New Danville Girl (zamienił się potem w Brownsville Girl z Knocked out Loaded
14. Seeing the Real You at Last (druga wersja trafiła an album Empire Burlesque)
15. Maybe Someday (instrumentalny)
16. When the Night Comes Falling from the Sky (ukazał się na The Bootleg Series Volumes 1–3 (Rare & Unreleased) 1961–1991
17. Waiting to Get Beat
18. The Very Thought of You
19. Straight A's in Love

## Opis albumu
- Producent – Bob Dylan, Bob Dylan i Arthur Baker
- Inżynier nagrywający i miksujący – Josh Abbey
- Inżynierowie – George Tutko, Judy Feltus
- Miejsca i data nagrania

1. sesja: Delta Sound Studios, Nowy Jork; od poł. do końca lipca 1984 (4) (odrzuty 1–6)
2. sesja: Intergalactic Studio, Nowy Jork; koniec lipca 1984 (odrzuty 7, 8)
3. sesja: Oceanway Studios, Los Angeles; listopad 1985 (odrzuty 9–11)
4. sesja: Cherokee Studios, Los Angeles, Kalifornia; grudzień 1984 (9) (odrzuty 12, 13)
5. sesja: Cherokee Studios, Los Angeles, Kalifornia; styczeń–wczesny luty 1985 (album 2, 3, 6, 7) (odrzuty 13, 14)
6. sesja: The Power Station, Nowy Jork; 19 lutego 1985; (odrzut 15)
7. sesja: The Power Station, Nowy Jork; koniec lutego 1985; (album 1, 5, 8) (odrzuty 16–18)
8. sesja: The Power Station, Nowy Jork; marzec 1985; (10)
9. sesja: The Power Station, Nowy Jork; marzec 1985; (overdubbing 1, 2, 4, 5, 6, 7, 8, 9)

- Remiks – Arthur Baker
- Projekt okładki – Nick Egan
- Czas – 46 min 24 s
- Firma nagraniowa – Columbia
- Numer katalogowy – CK 40110
- Data wydania – 8 czerwca 1985

## Listy przebojów

### Album
| Rok  | Lista                          | Pozycja |
| ---- | ------------------------------ | ------- |
| 1985 | Billboard USA. Albumy popowe   | 33      |
| 1985 | Melody Maker WB. Albumy popowe | 11      |